# Carried Away
«Carried Away» es una canción de la banda estadounidense de rock alternativo Passion Pit. Fue lanzado en enero de 2013 como el cuarto sencillo de su segundo álbum de estudio, Gossamer. La canción fue compuesta y producida por el cantante de la banda, Michael Angelakos, con la coproducción de Chris Zane.

## Video musical
El video musical oficial de la canción fue estrenado el 14 de febrero de 2013, con la que contó con la dirección de Ben y Alex Brewer. En él, la actriz Sophia Bush realizó un cameo actuando como pareja de Michael Angelakos. Un video musical basado en la versión remezclada por el DJ holandés Tiësto, fue dirigido por Carlos López Estrada.

## En la cultura popular
«Carried Away» fue incluida en la banda sonora de la telenovela de MTV Latinoamérica Niñas Mal 2.

## Lista de canciones
| Descarga digital (Remixes) |                                          |          |  |
| N.º                        | Título                                   | Duración |  |
| 1.                         | «Carried Away» (Tiësto Remix)            | 4:47     |  |
| 2.                         | «Carried Away» (Tiësto Remix Radio Edit) | 3:17     |  |
| 3.                         | «Carried Away» (Viceroy Remix)           | 4:12     |  |

## Posicionamiento en listas
| Lista (2013)                          | Mejor posición |
| ------------------------------------- | -------------- |
| Estados Unidos (Alternative Songs)    | 19             |
| Estados Unidos (Rock Songs)           | 24             |
| Estados Unidos (Rock Airplay)         | 31             |
| Estados Unidos (Hot Dance Club Songs) | 5              |
| Estados Unidos (Adult Pop Songs)      | 34             |